# Topo Soft
Topo Soft — испанский производитель программного обеспечения для 8-битных домашних компьютеров.

## История
Появились в 1980-е и создавали игры во время золотой эры испанской индустрии компьютерных игр. Закрылись в 1994 из-за экономических проблем, связанных с поздним появлением 16-битных компьютеров в Испании. Некоторые из сотрудников основали Pyro Studios в 1998.